# Juksakka Corona
Juksakka Corona est une corona, formation géologique en forme de couronne, située sur la planète Vénus par -19,5° S et 44,5° E. Elle est localisée dans le quadrangle de Scarpellini. Elle a été nommée en référence à Juksakka, déesse lapone de la naissance. 

## Géographie et géologie
Juksakka Corona couvre une surface circulaire d'environ 320 km de diamètre. 